# 蘭德斯·諾利
蘭德斯·桑切斯·諾利二世（2000年3月5日—）為美國男子籃球運動員，現效力於黎巴嫩籃球聯賽賀米尼門。

## 職業生涯
2024年3月7日，委內瑞拉職業籃球超級聯賽東部水手引進2024賽季第二位外籍球員諾利。7月9日，希腊篮球甲级联赛塞薩洛尼基阿里斯與諾利簽訂2024-25賽季合約。
2025年1月1日，諾利被屏除在隔日塞薩洛尼基阿里斯對陣耶路撒冷夏普爾的出賽名單當中。1月15日，諾利加盟台灣職業籃球大聯盟（TPBL）新竹御嵿攻城獅，球隊取中文名為「努利」。1月18日，諾利TPBL首秀在主場迎戰臺北台新戰神，全場攻下41分改寫同日由克雷格·索德締造的39分單場得分紀錄。1月19日，在主場迎戰新北國王的比賽，諾利半場攻下26分刷新昨日克雷格·索德的25分紀錄，全場進帳44分推高TPBL單場最高得分紀錄。1、2月諾利繳出場均36分、8.2籃板、5.4助攻、3抄截的表現，在3月7日獲選TPBL2024-25賽季1、2月最佳洋將。5月11日，諾利在對戰高雄全家海神的比賽中繳出39分、10籃板、10助攻的大三元表現。

## 外部連結
- 蘭德斯·諾利在fiba.basketball（英语）
- 蘭德斯·諾利在NBA官網（英语）
- 蘭德斯·諾利在NBA G聯盟官網（英语）
- 蘭德斯·諾利在歐洲籃球聯賽官網（英语）
- 蘭德斯·諾利在台灣職業籃球大聯盟官網
- 蘭德斯·諾利在Basketball-Reference.com（NBA）（英语）
- 蘭德斯·諾利在Basketball-Reference.com（NBA G聯盟）（英语）
- 蘭德斯·諾利在Basketball-Reference.com（國際）（英语）
- 蘭德斯·諾利在Sports-Reference.com（NCAA）（英语）
- 蘭德斯·諾利在ESPN（NBA）（英语）
- 蘭德斯·諾利在Eurobasket.com（球員）（英语）
- 蘭德斯·諾利在Proballers（英语）
- 蘭德斯·諾利在RealGM（英语）
- 蘭德斯·諾利在Flashscore（英语）